# Igreja de San Martiño de Sobrán
A igreja de San Martiño de Sobrán é a igreja paroquial de Sobrán, no concelho de Vilagarcía de Arousa, na província de Pontevedra (Galiza, Espanha). De origem medieval chegou até nossos dias em bastante bom estado de conservação, conservando boa parte da fábrica românica.

## História

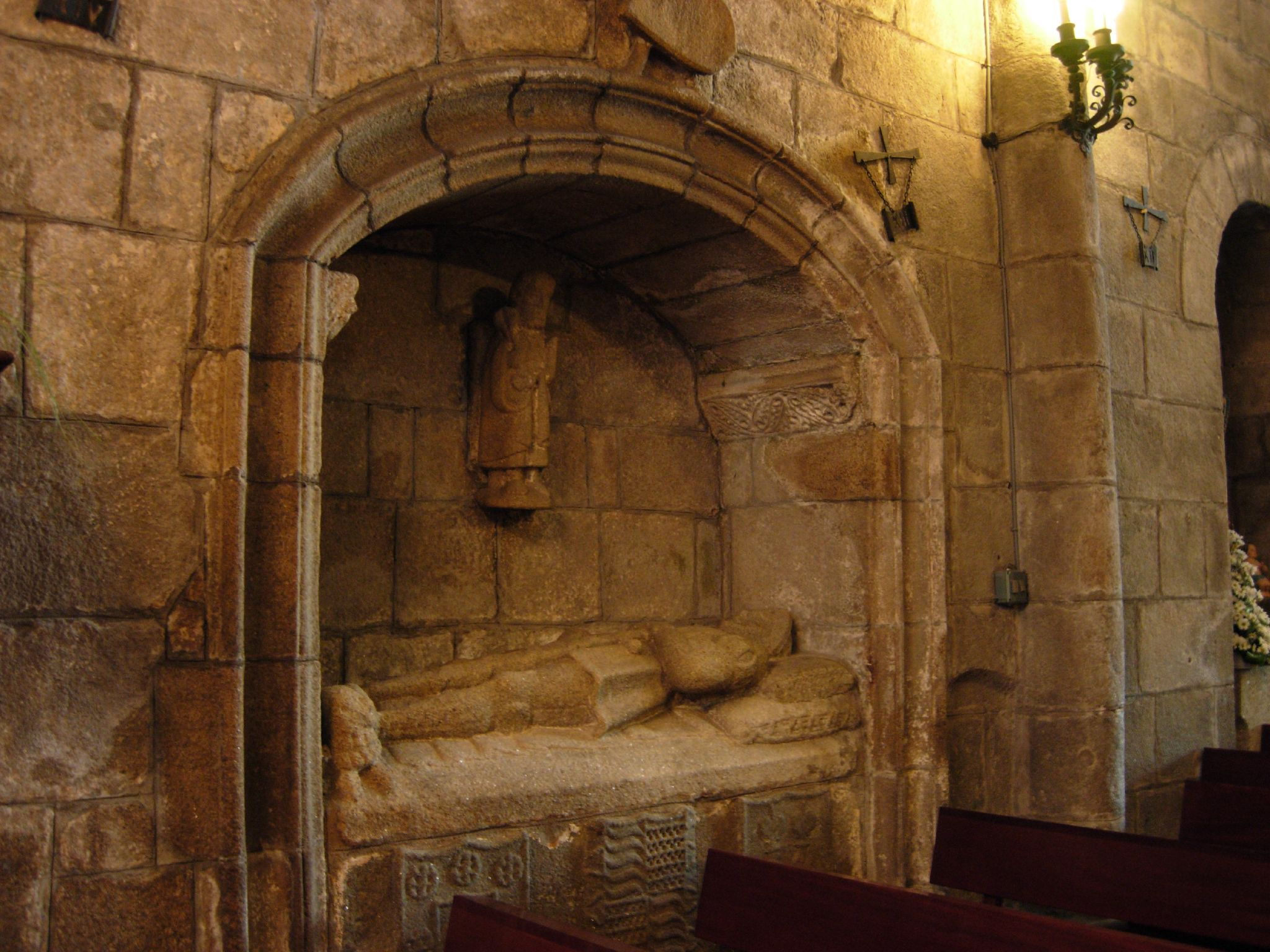
Sepulcro medieval

Segundo relata Hipólito de Sa tem-se notícia da existência de um mosteiro de Sobrán por uma doação que da igreja fez ao convento de San Paio de Antealtares o conde Raimundo de Borgonha junto com a sua esposa Dona Urraca a 28 de Março de 1098, mosteiro patrimonial e dúplice. Desconhece-se a que documento faz referência o autor.
O certo é que na História Compostelana recolhe-se como  em 1114 já era só uma igreja que foi doada à Catedral de Santiago de Compostela por Ramiro Muñoz. Outros documentos vêm a corroborar a existência do templo como igreja regular, conservados na Coleção de documentos do Mosteiro de Armenteira. Uma venda de Arias Salvadorez a Armenteira em 1235, outra venda em Julho de 1245, outra em Janeiro de 1252 e outra em Abril de 1254.
Pertenceram a diocese de Iria Flavia, passando à Compostelana. Passado um tempo, estas terras de Sobrán passariam por aforamento da Mitra Compostelana, à Casa dos Soutomaior.

## Descrição

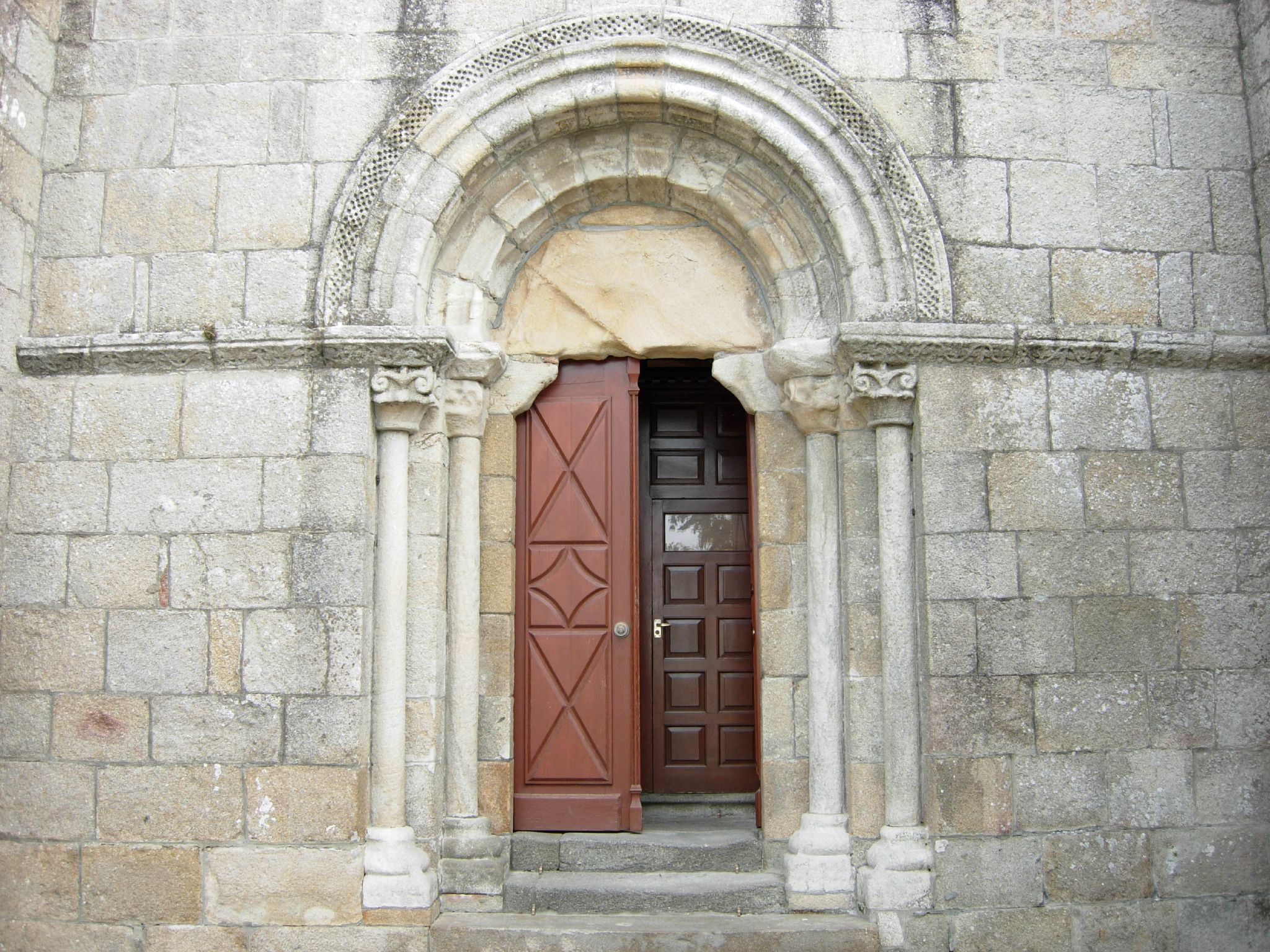
Porta ocidental

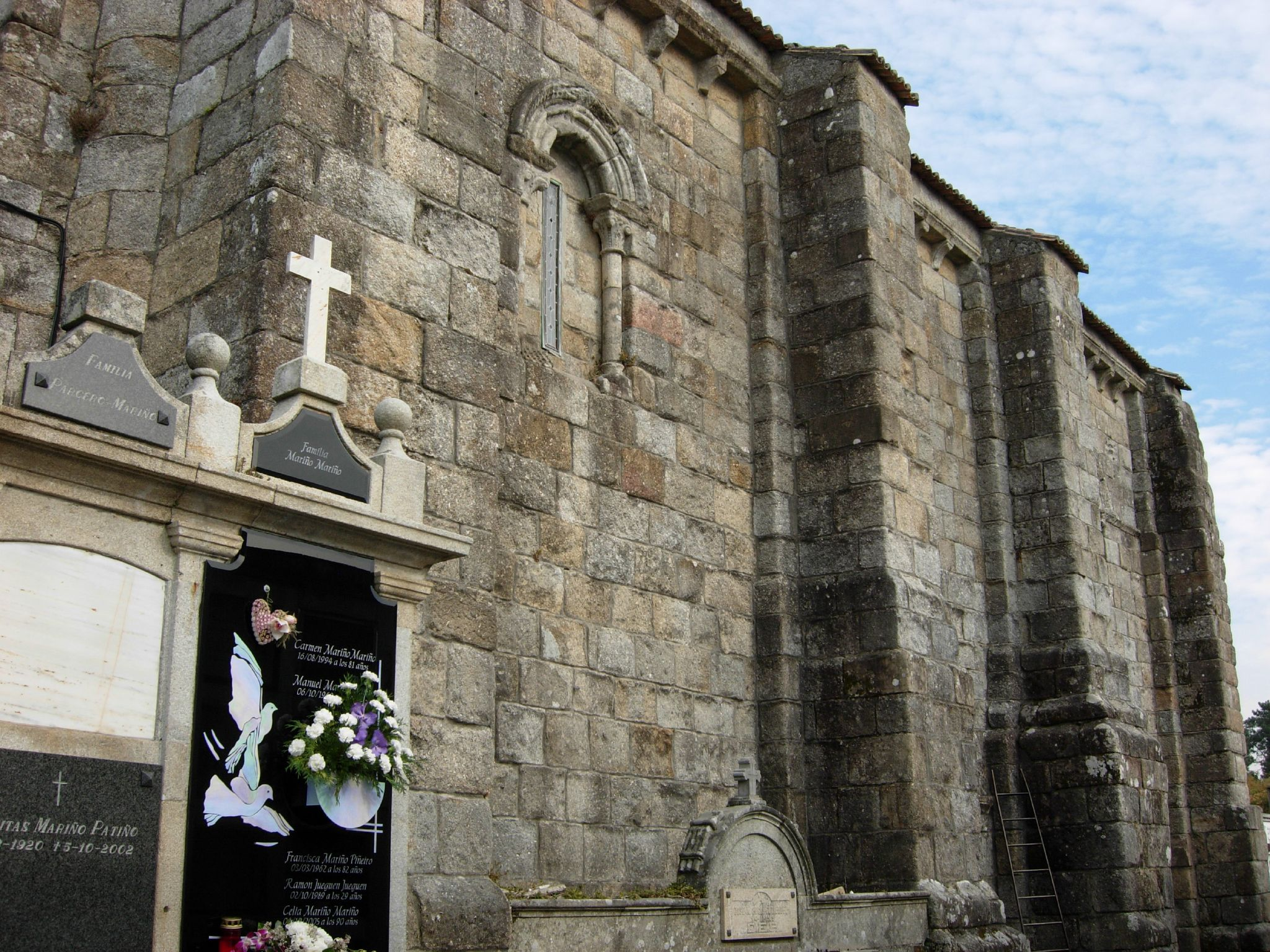
Fachada meridional

Trata-se de uma igreja de nave única e abside semicircular. Pode datar-se sua construção numa data próxima e não posterior a 1170 para a testeira e posteriores os beirados da nave.

### Exterior
A fachada ocidental divide-se verticalmente por dois contrafortes em três ruas, e horizontalmente em quatro corpos divididos por três impostas.
No centro rasga-se uma porta de arco semicircular e tímpano liso apoiado sobre batente derrubado. Tem chambrana de cinco linhas de tacos, as arquivoltas de média cana entre baquetões que se apoiam em colunas de bases e capitéis entregos e fustes monolíticos acaroados. As bases são de perfil ático com garras. O plinto apresentam as caras com decorações muito desgastadas. Os capitéis exteriores decoram-se com motivos vegetais, folhas curtas com pomas e sobre elas calículos em espiral. Os capitéis interiores não se conservam. O ábaco com chanfradura reta decora-se com vegetação sinuosa e trevos e que contínua pela fachada até os contrafortes.
Em cima da porta um torna-chuvas com cobrimentos em caveto sustentado por cachorros em proa. No corpo superior uma janela com arquivoltas tóricas, o tímpano e chambrana são da mesma tipologia que a os da porta. As arquivoltas apoiam-se em dois pares de colunas entregas.
O campanário é de feitura posterior.
A fachada meridional fica enquadrada nos seus extremos pelos muros transversais da fachada ocidental e o parede testeira, que sobressaem a modo de contrafortes.

Divide-se em três lanços por meio de dois contrafortes centrais, que foram engrossados ao longo dos anos. No primeiro lanço para a ocidente rasga-se uma janela com chambrana de losangos e arquivolta tórica que se apoia sobre um par de colunas de capitéis e bases entregos. Os capitéis decoram-se com folhas em espiral. O plinto é de uma base com três fiadas de tacos. No lanço central abre-se uma porta com arco de volta perfeita, com arquivolta de média cana e touro apoiado sobre um par de colunas. Os capitéis decoram-se com entrelaços de descendentes que saem das bocas de uma cabeças de lobo.

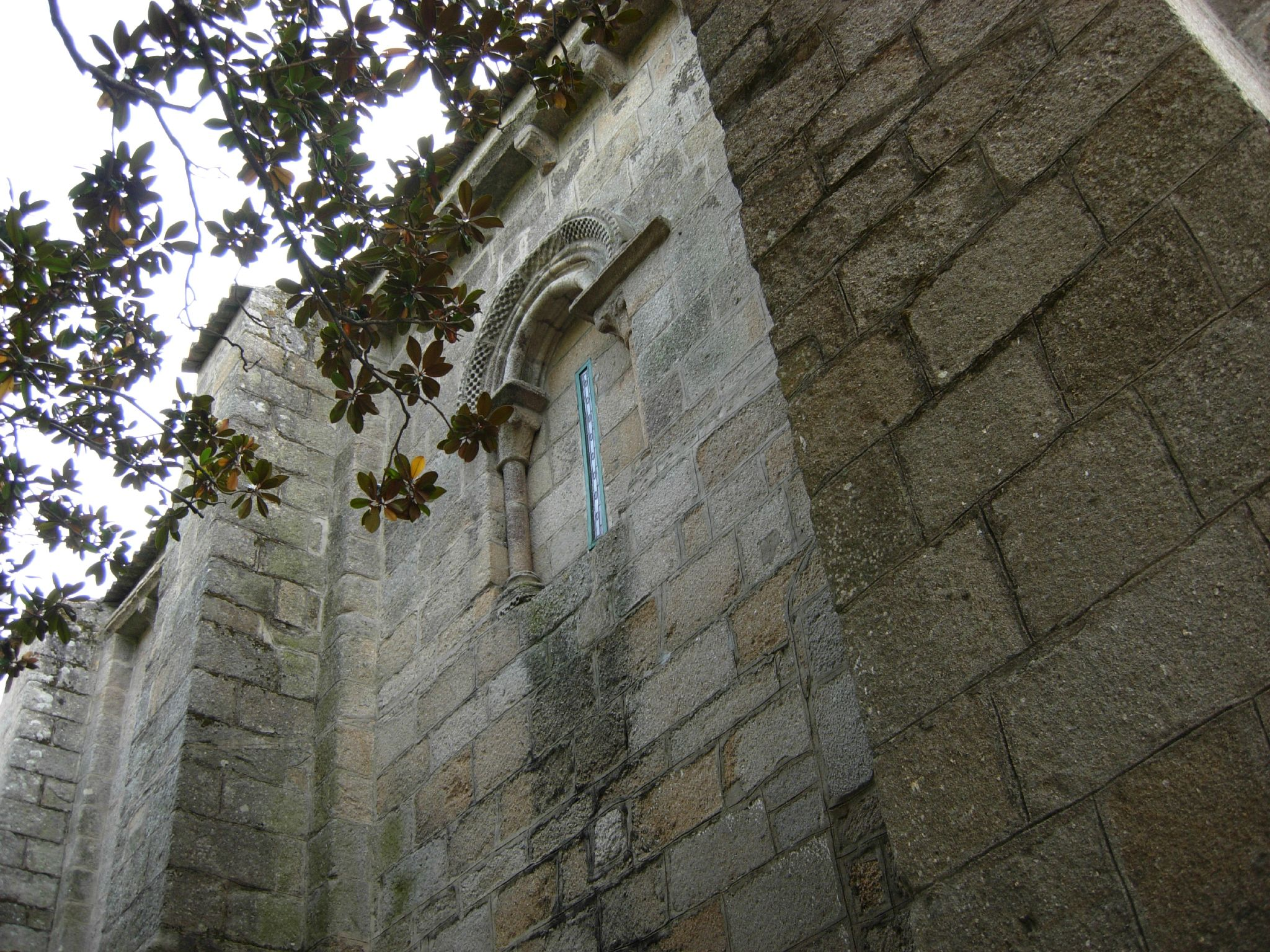
Lanço e janela da fachada setentrional

 O tímpano liso apoia-se sobre espigãos. A porta tinha chambrana de cinco fiadas de tacos, hoje em dia praticamente desaparecida. No terceiro lanço rasga-se uma janela de arquivolta semicircular muito arruinada e capitéis historiados, o direito de conteúdo indescritível devido ao seu mal estado de conservação e, o esquerdo representando ¿dois monos? com as extremidades superiores agarradas entre sim. O beirado é de cornijas em caveto e cachorros em proa.
A fachada setentrional apresenta uma estrutura e decoração similares às da meridional. No trecho central um dos capitéis da porta apresenta um quadrúpede decapitado.

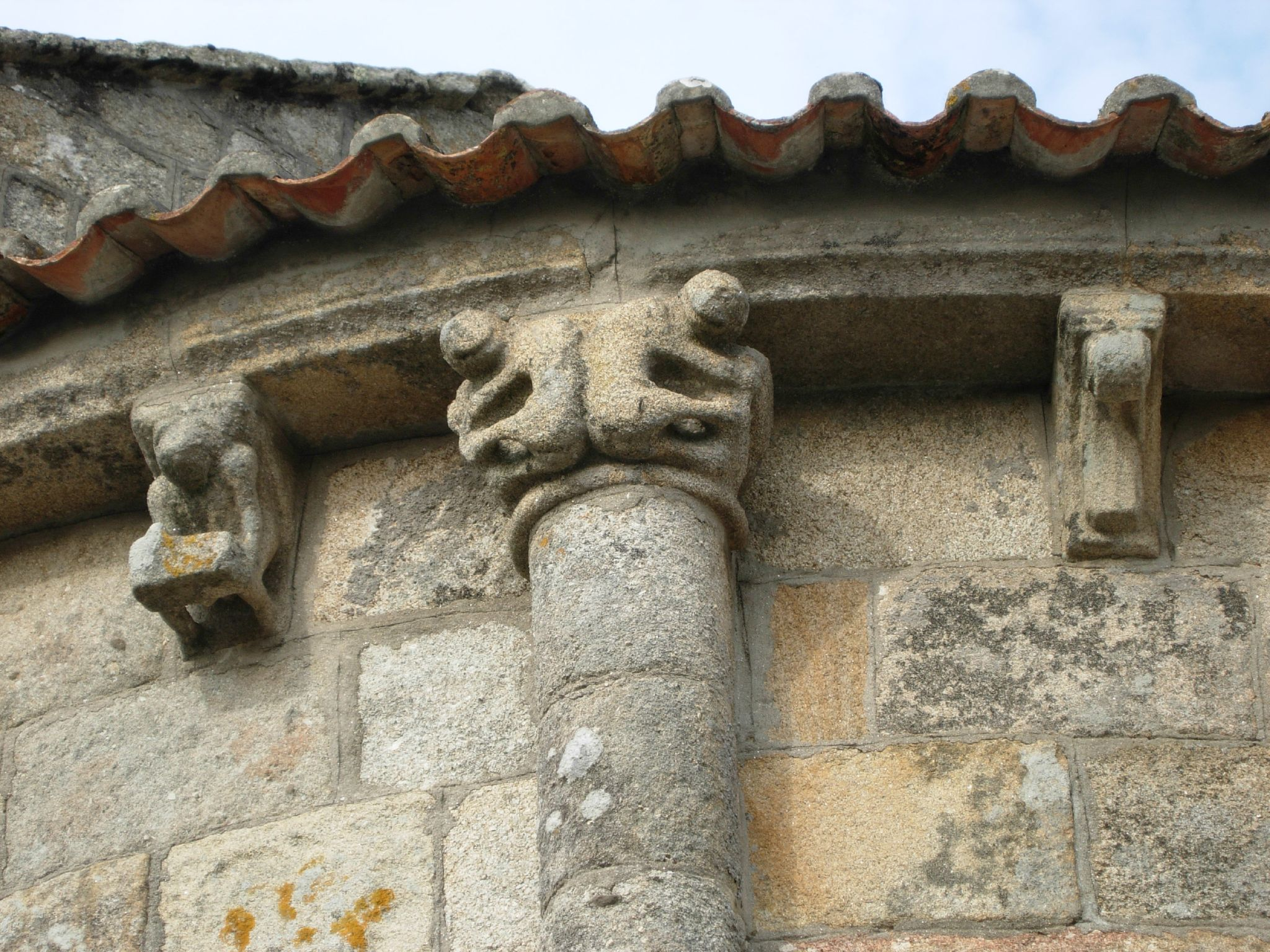
Detalhe da abside, capitel e cachorros

A abside une-se à nave por meio de um anco que sobressai a modo de contraforte. Configura-se com um trecho reto limitado por um machão rectangular e o hemiciclo dividido em cinco lanços por meio de quatro colunas entregas. Nos três lanços centrais abrem-se uma janela com arco de volta perfeita com chambrana de bilhetes, arquivolta de média cana entre listéis e bocel apoiado sobre um par de colunas.

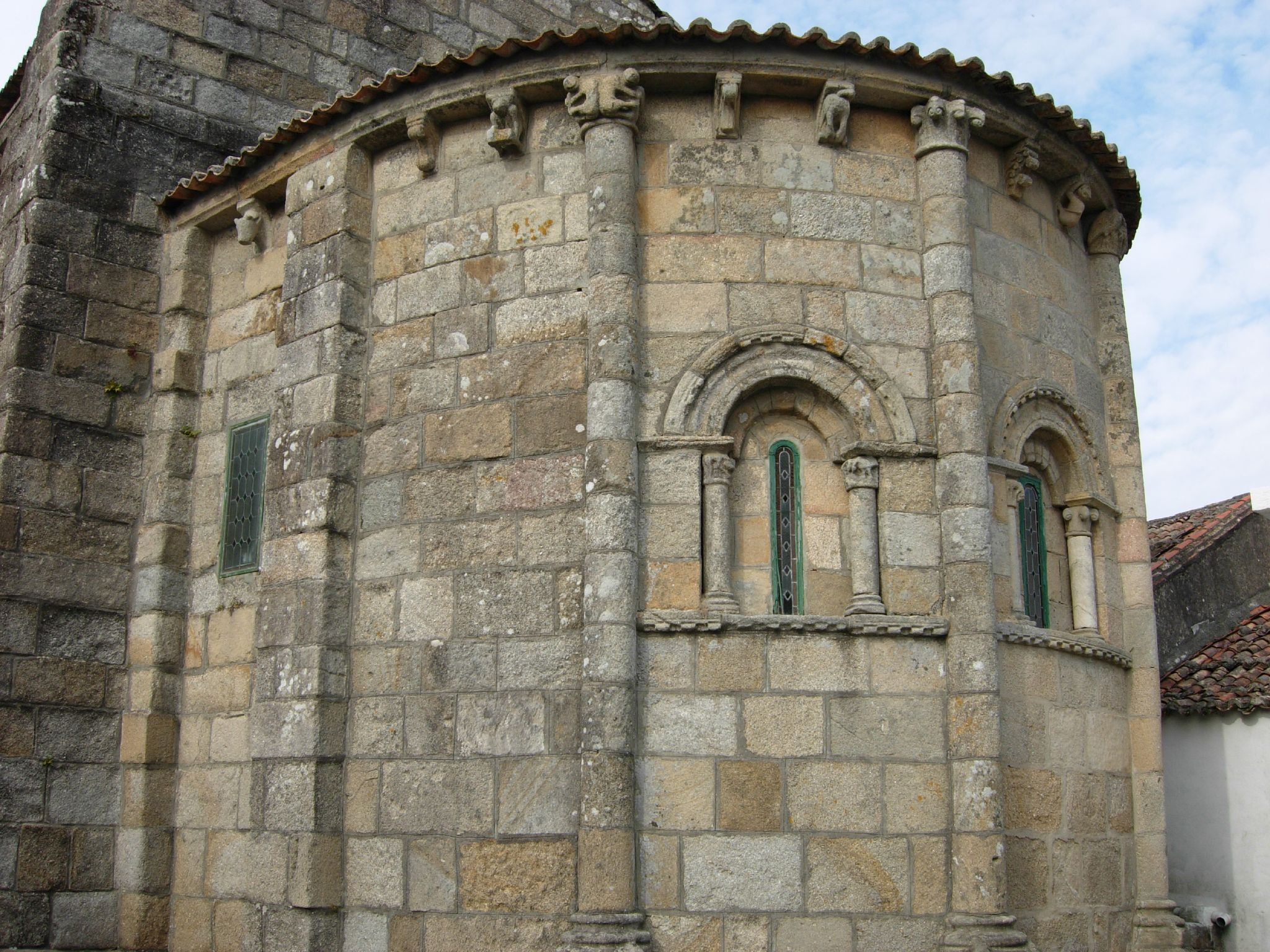
Ábside

Os capitéis apresentam diversos motivos decorativos: monos enfrentados, aves apicadas, quadrúpedes enfrentados com as cabeças olhando para abaixo, um capitel com três volutas e um meio roto. As janelas apoiánse sobre uma imposta de bilhetes.
As colunas com fustes de 13 semitambores apoiados sobre pódios e bases de perfil ático com garras. Os capitéis historiados com os seguintes temas: dois macacos juntos de costas pegam pelas patas ambas as aves, um capitel de cesta lisa com volutas, outro com duas aves de longo pescoço com as testas enfrentadas para picar um quadrúpede indefinido, e uma figura antropomórfica vestida até os joelhos dobrando o braço sobre o peito semelhando estar a tirar de um cavalo.

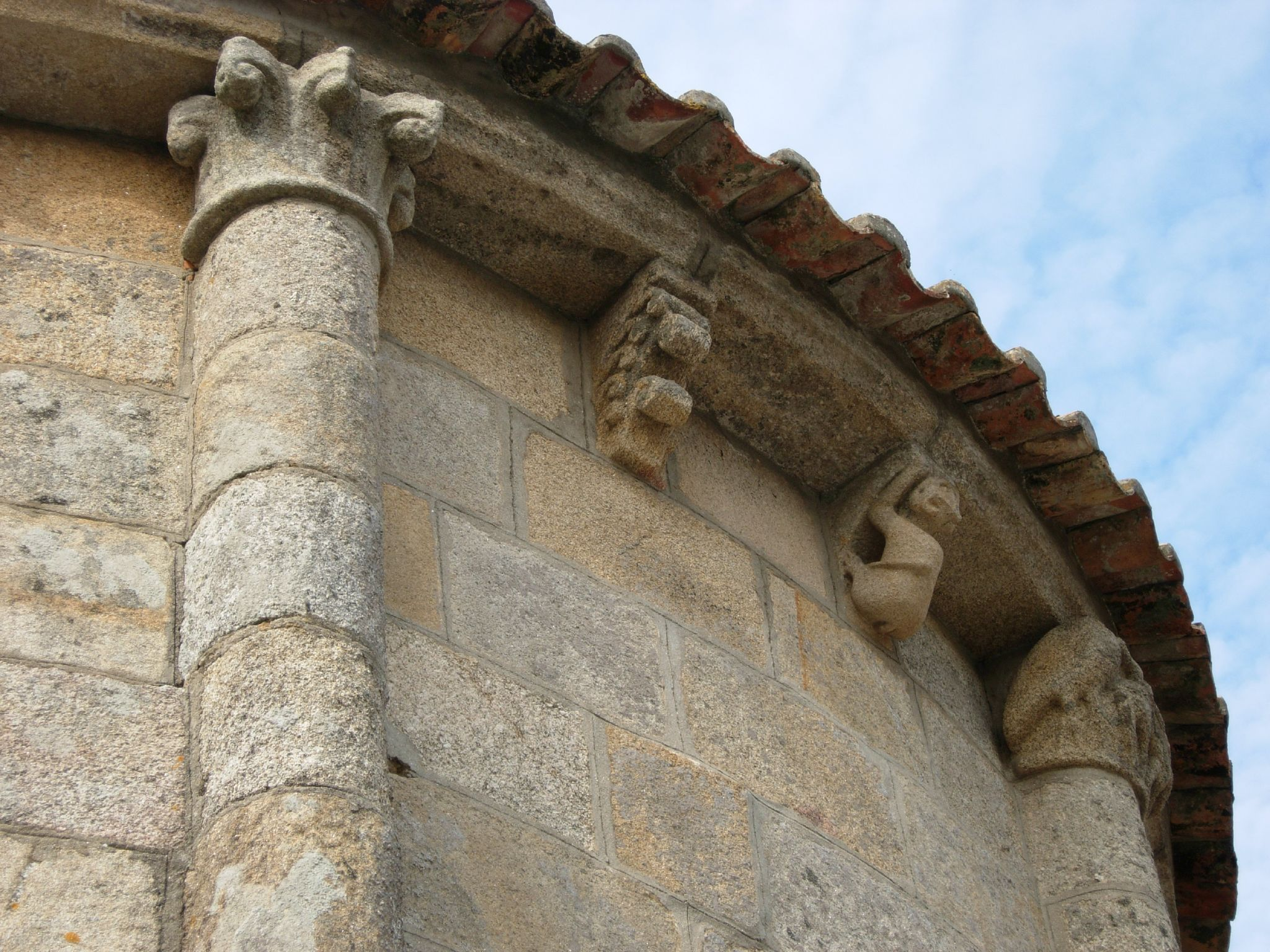
Beirado e cobrimentos da abside

O beirado é de covijas em caveto e cachorros historiados: cabeça de bovídeo, de dois lóbulos, figura antropomórfica que sustém um vulto sobre os joelhos com as mãos, folha em espiral, ave pegando um baquetão, cachorro de riços, felino com as patas apoiadas na nacela, um liso, um personagem que de joelhos na curva da nacela saca sua cabeça entre as pernas mostrando o membro viril. Outro de dois lóbulos e uma cabeça. Num perpianho do lanço central gravadas as letras gregas Alfa e Omega

### Interior

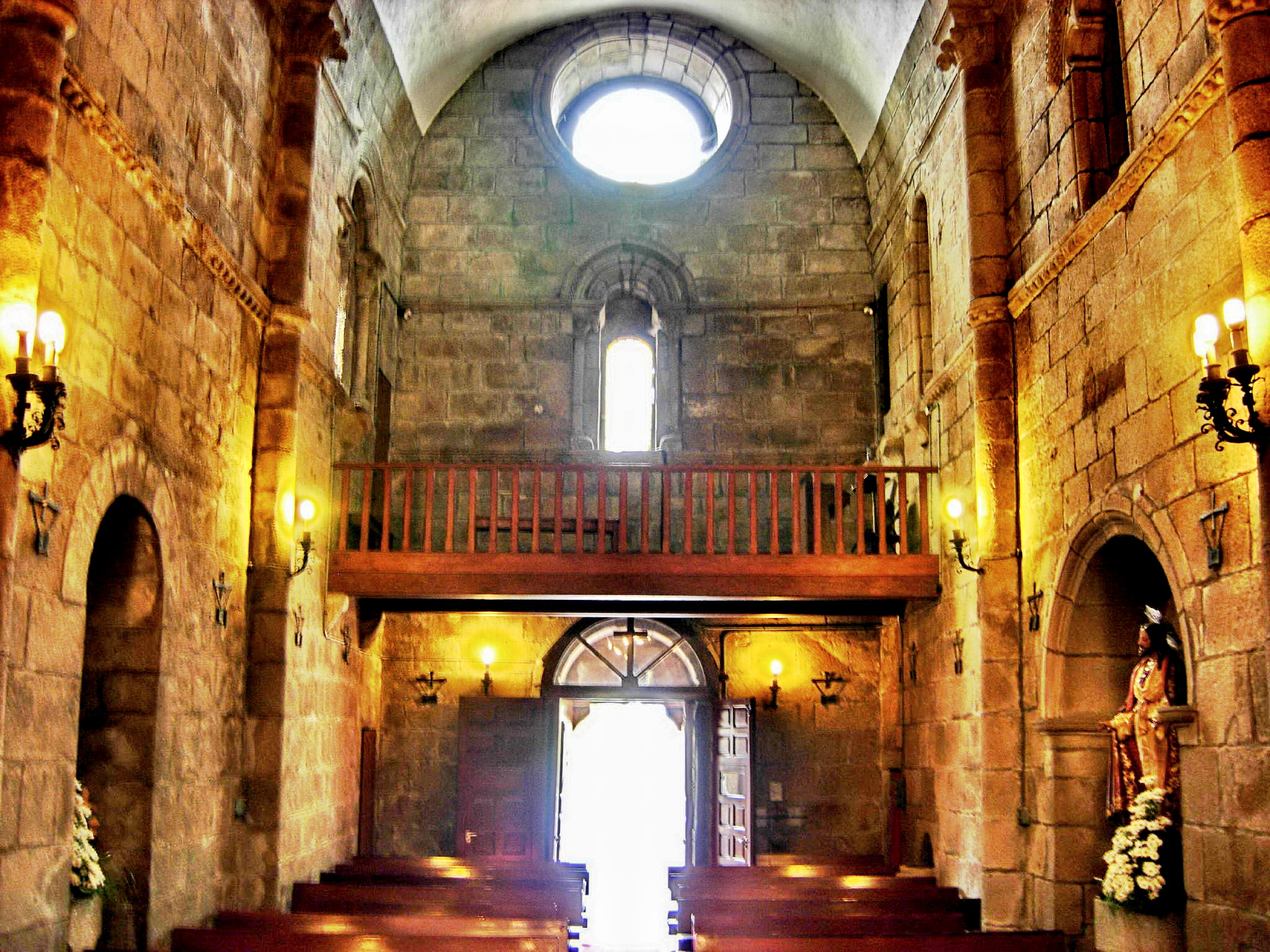
vista do coro desde a Capela-Mor

### A nave
Cobre-se com abóbada de canhão, com perpianho até a metade e o resto de cascalho. A abóbada apóia-se em dois arcos fajões de aresta baquetoneada, sobre colunas com bases de perfil ático, fustes de semitambores e capitéis vegetais, de folhas carnosas e nervadas e folhas bicudas com pomas e sem elas. Os ábacos em caveto liso.
Em cada trecho do muro Norte abrem-se uma janela com arco de volta perfeita, com uma seteira de aresta, outra tetralobulada com tacos e dentes de serra.

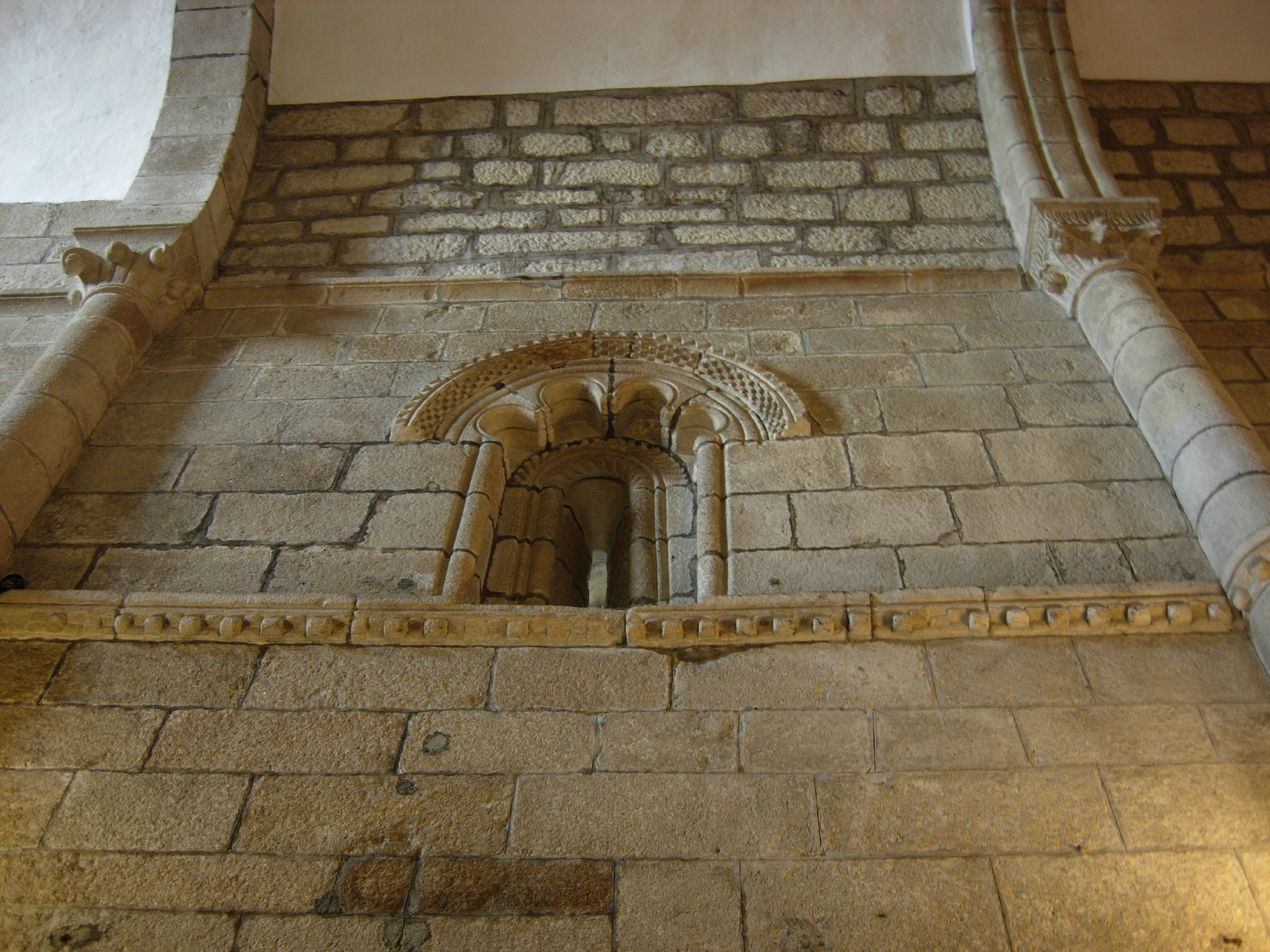
Janela do muro Norte

O muro Sul apresenta duas janelas cada uma no seu extremo e que compartilham uma mesma tipologia estrutural, de arquivolta tórica com capitéis lisos.
Ao pé da igreja uma grande escada serve de acesso à moderna tribuna e à torre. Também no pé da igreja, no muro ocidental rasga-se uma janela com arcos semicirculares de similar tipologia que as dos muros laterais, e por cima dela uma rosácea.
Sob todas estas janelas rodeia toda a nave uma imposta de bilhetes.
No interior conserva-se o sepulcro de estátua jazente de D. Joam Mariño Soutomaior, obra do século XV.

### Testeiro

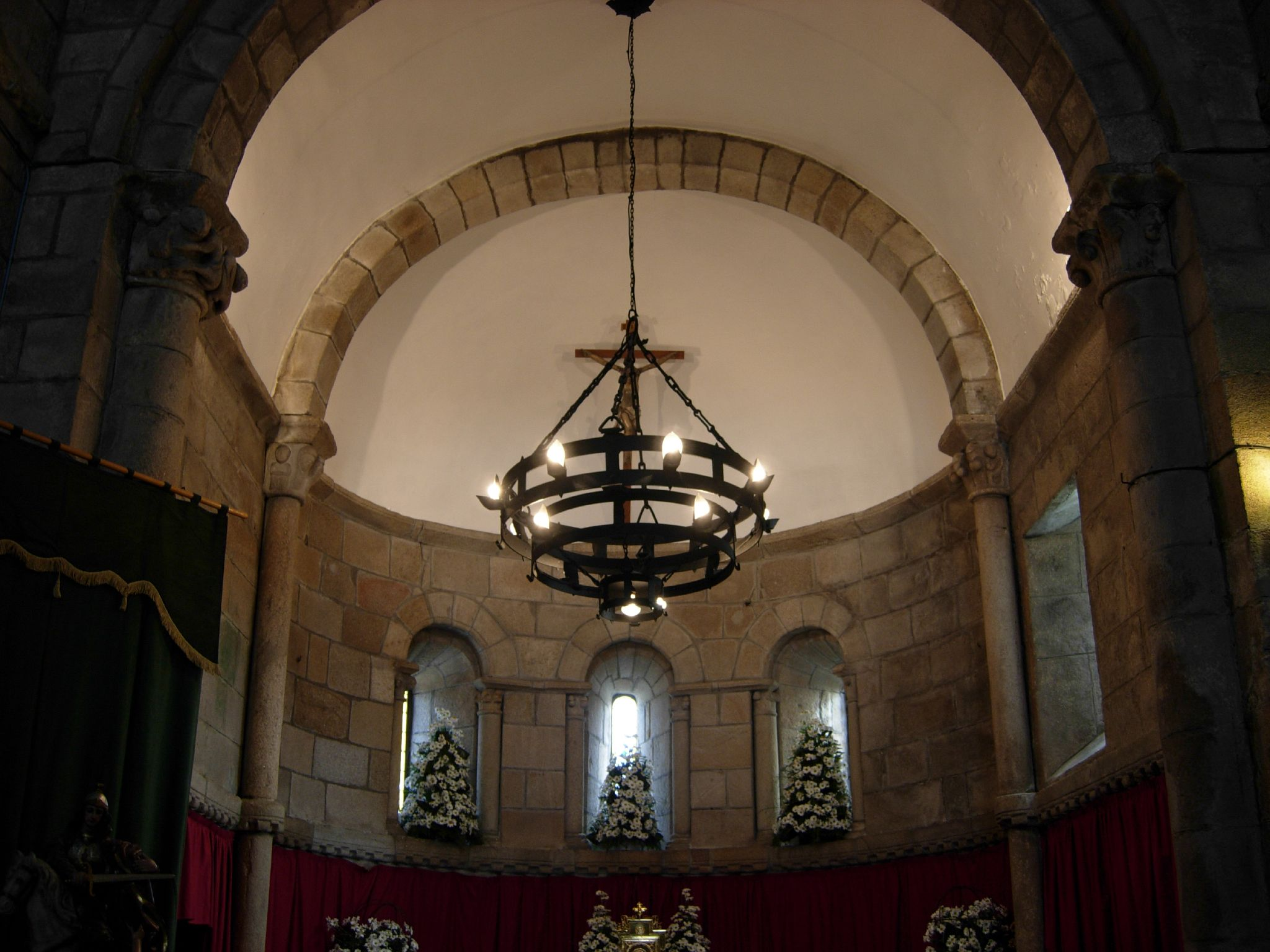
Capela-mor

O trecho reto cobre-se com abóbada de canhão é o hemiciclo com abóbada de forno. Ambas apresentam um enluzido.

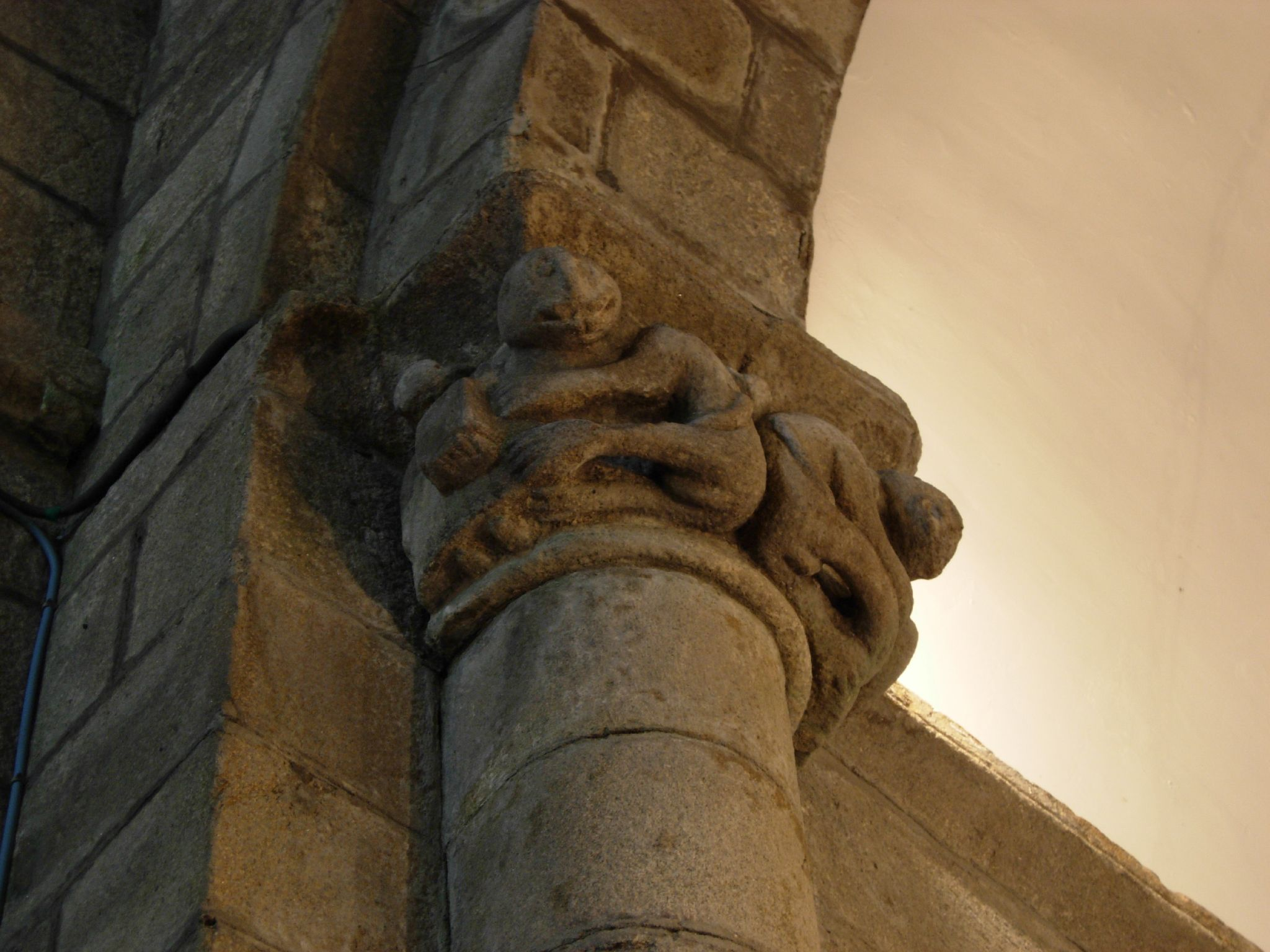
Capitel do arco triunfal

O arco triunfal é de meio ponto dobrado e em aresta viva. No trecho reto da capela-mor e paralelo ao arco triunfal um arco fajão com a mesma tipologia. Apóia-se o triunfal sobre colunas entregas e o fajão sobre colunas acaroadas. As entregas de basas áticas com garras, fustes de onze semitambores e capitéis um com folhas e pomas e o outro representa dois quadrúpedes ameaçando a uma figura com um vestido longo situado na cara direita. As bases das colunas acaroadas são de perfil ático com o plinto arredondado, o fuste compõe-se  de duas peças separadas por um anel. Os capitéis o meridional decorado com folhas grandes e estreitas com pomas e uma figura humana junto ao muro, e o setentrional três faces tocadas com uma espécie de barrete e aos lados duas figurinhas vestidas até os nocelos e os braços cruzados.

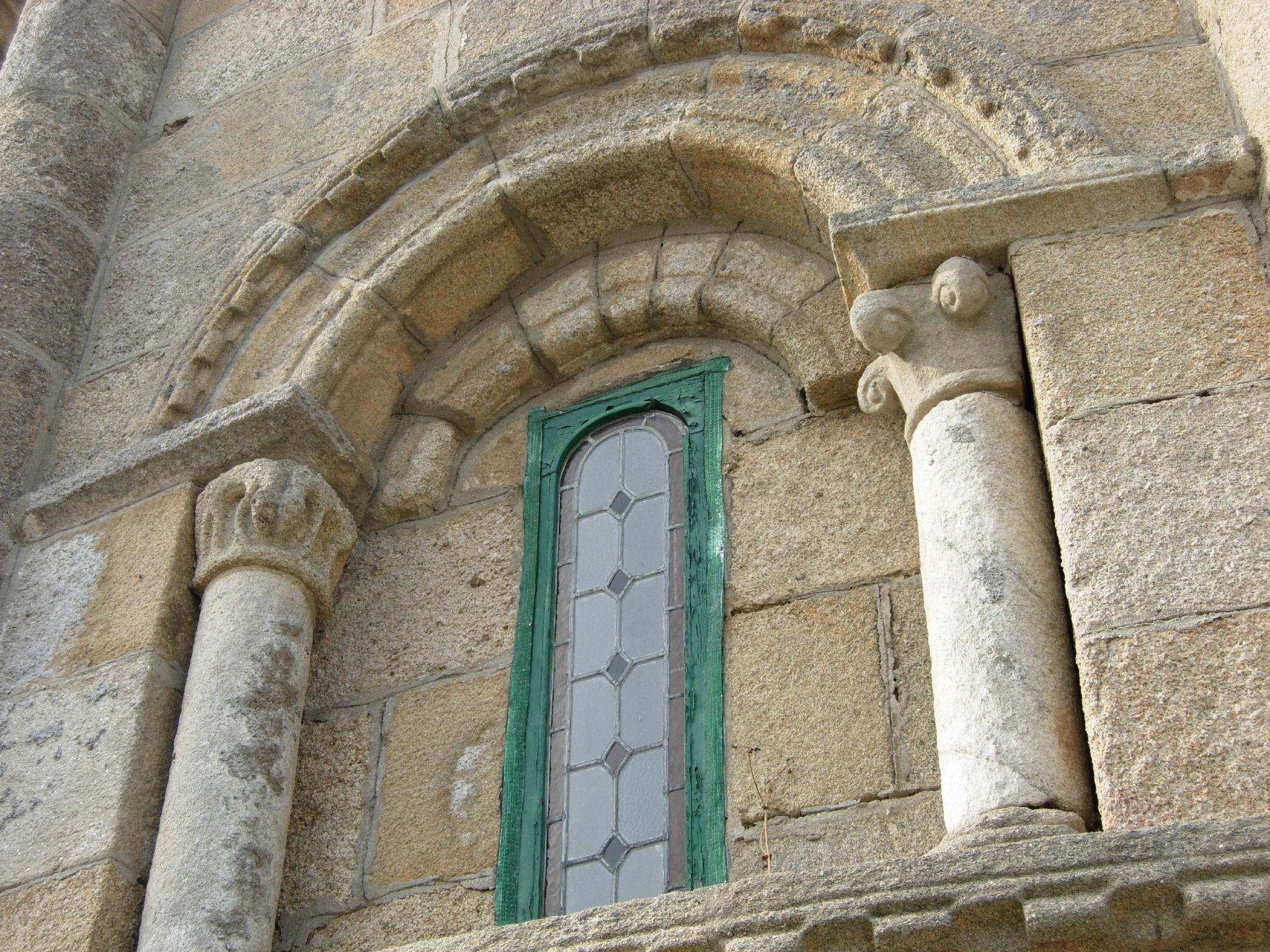
Janela da abside pelo exterior

A média altura dos fustes corre por todo o hemiciclo uma imposta de bilhetes. No centro do hemiciclo abrem-se três janelas com arco de volta perfeita com a aresta baquetoneada e com colunas de capitéis com motivos vegetais muito deteriorados. As seteiras têm derrame interno.

## Imagens

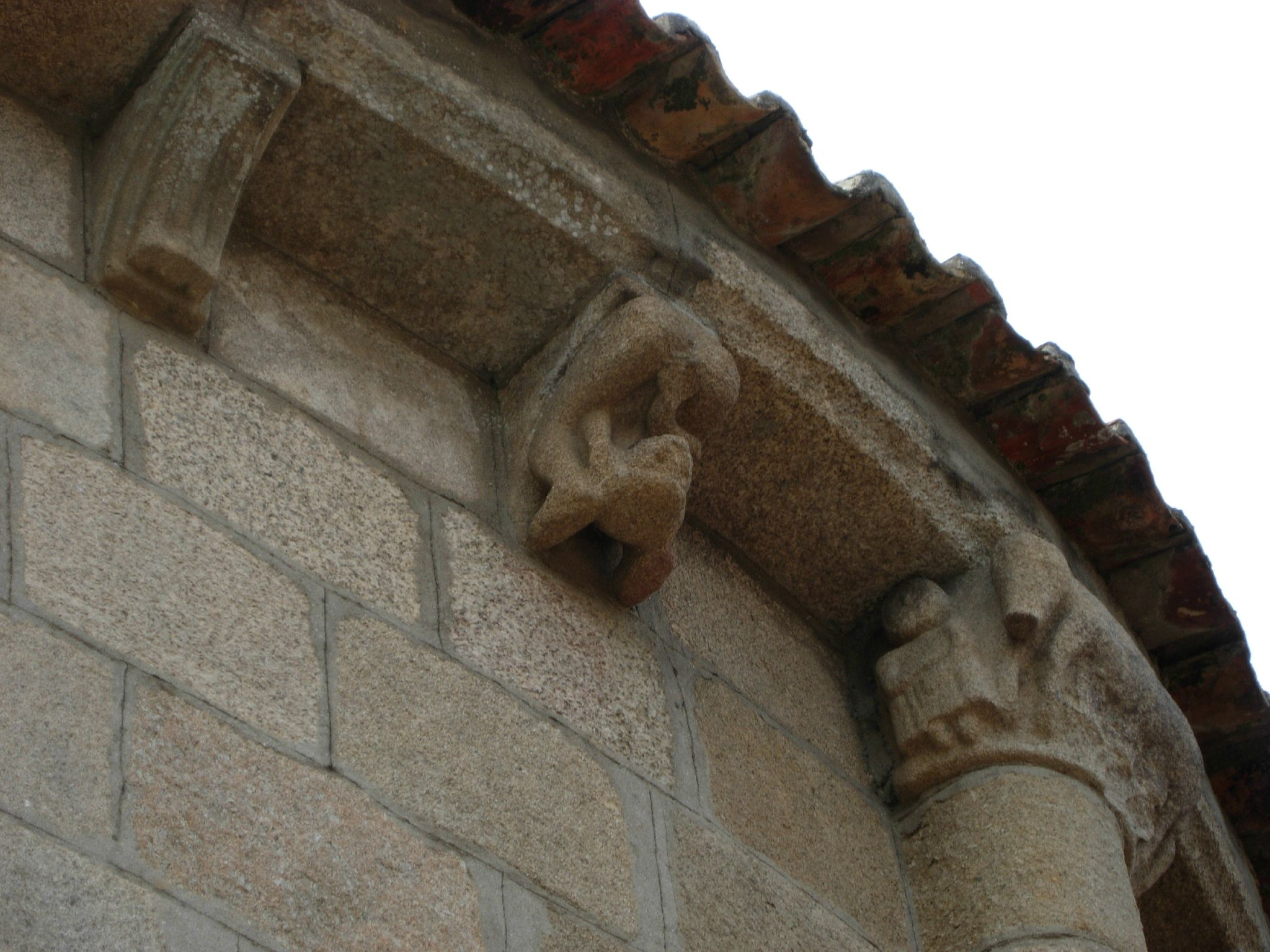
Abside, detalhe capitel e cachorros
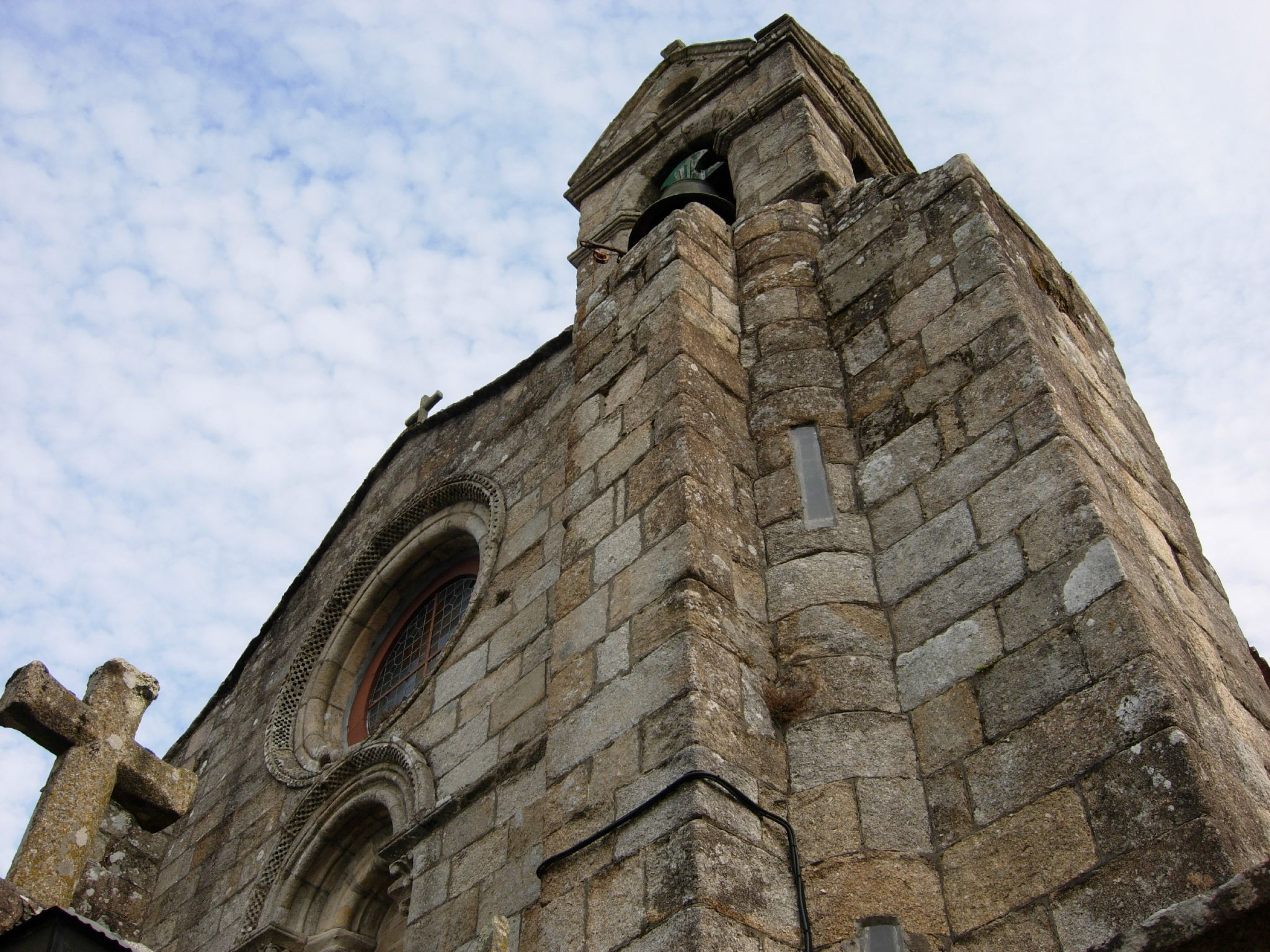
Detalhe da fachada ocidental
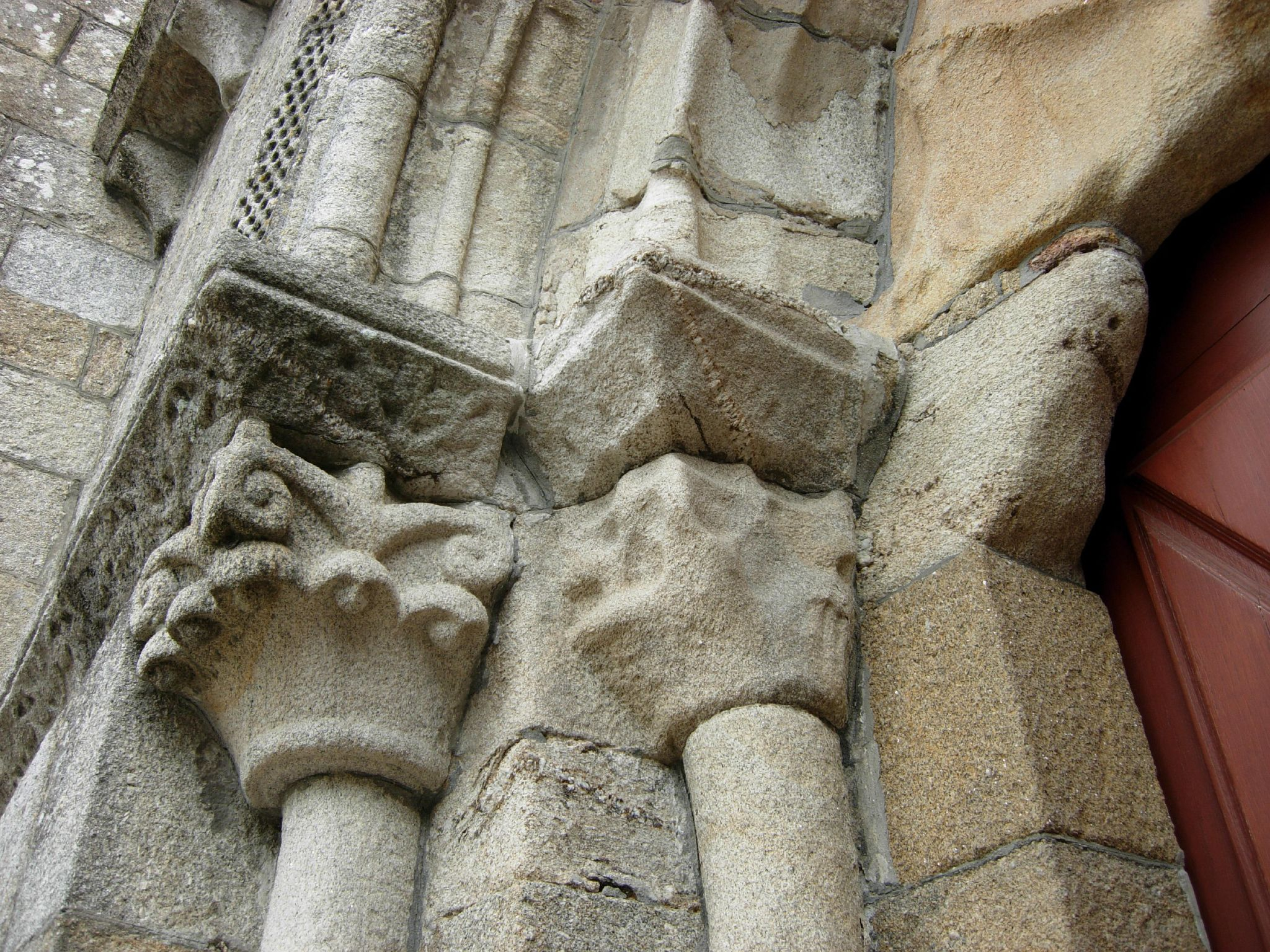
Capitéis da Porta ocidental
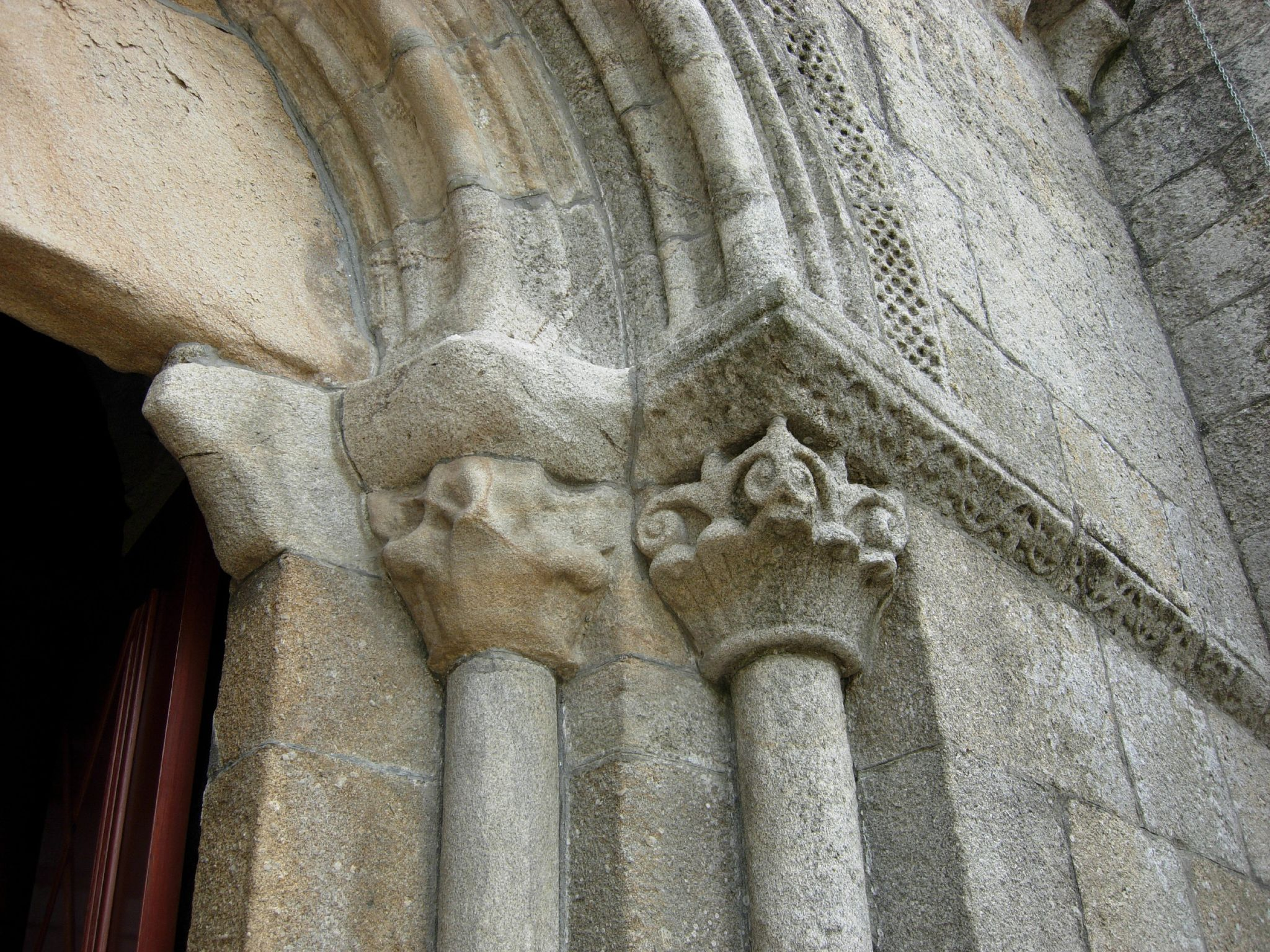
Capitéis da Porta ocidental
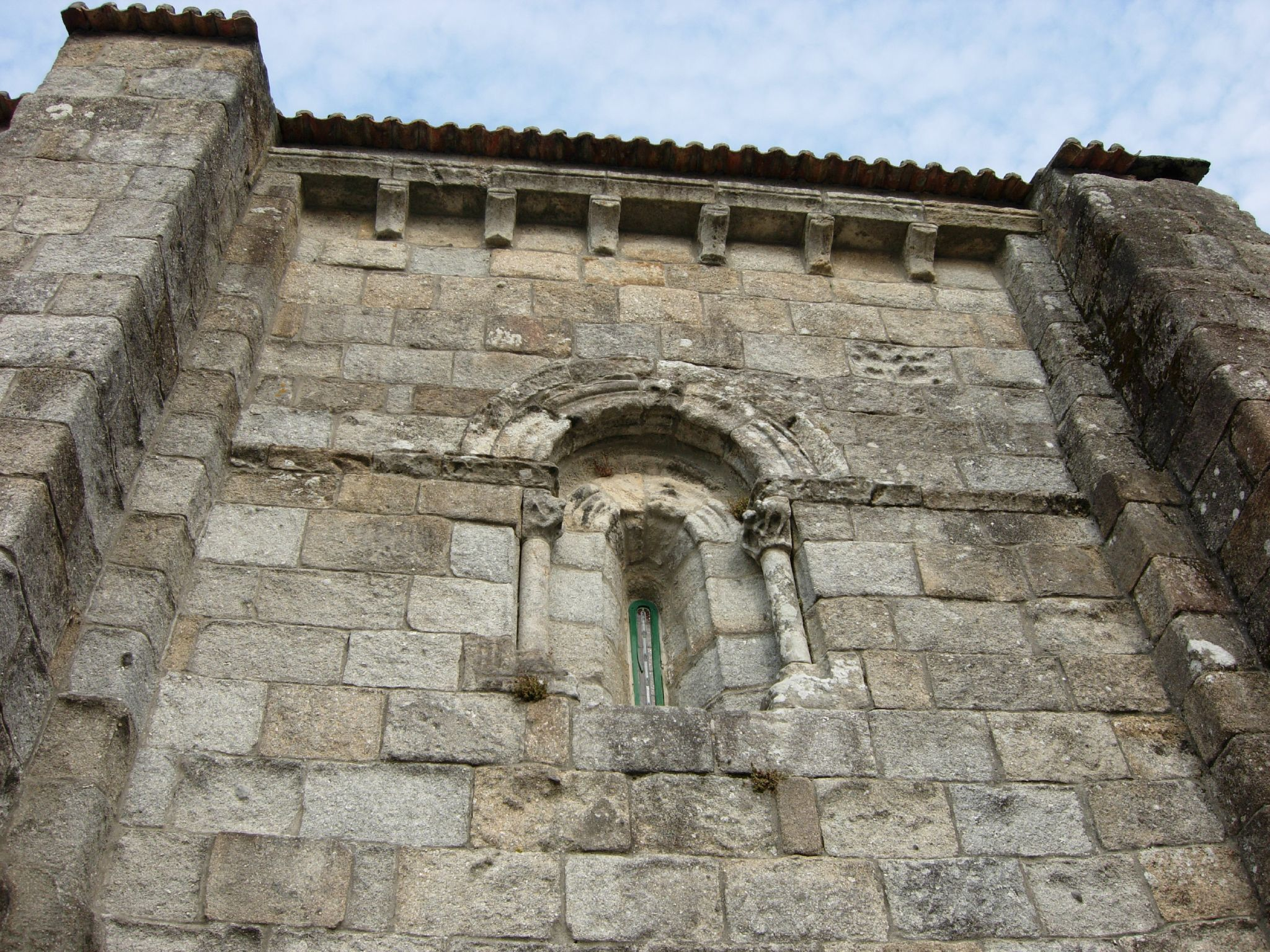
Janela num dos lanços do muro meridional
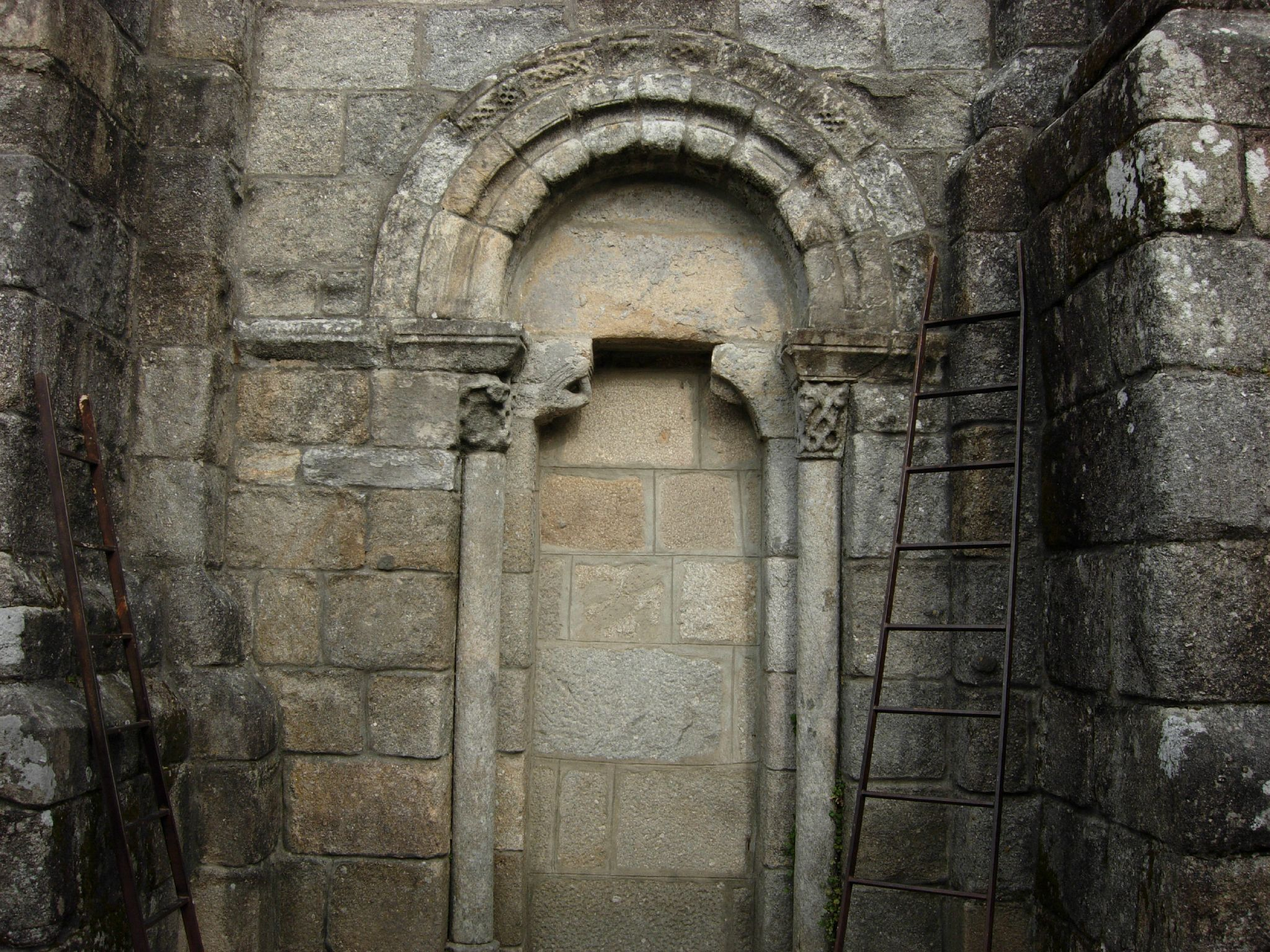
Portada meridional
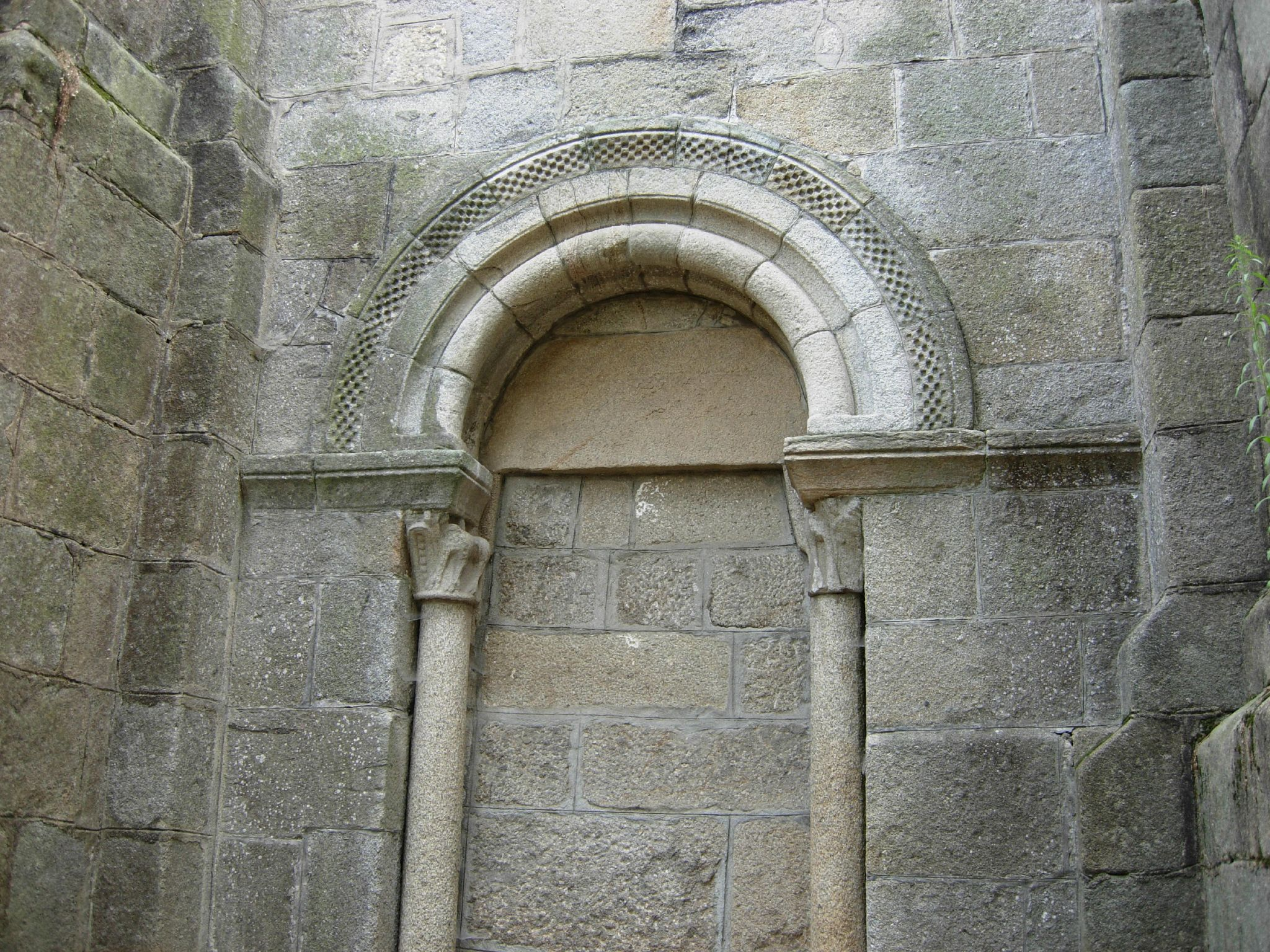
Portada setentrional